# コスタモール二色の浜

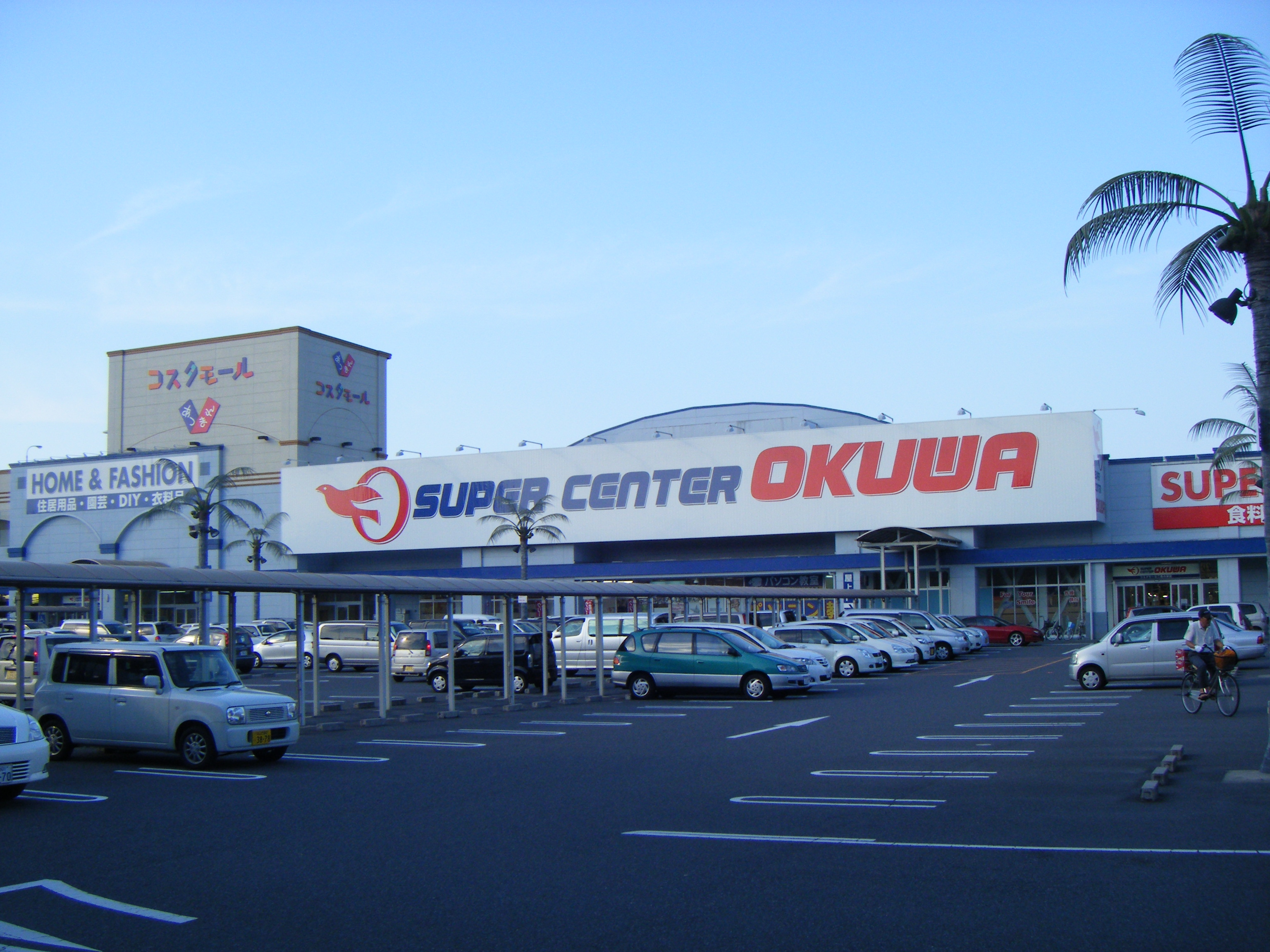
コスタモール二色の浜
（上記の写真のオークワは閉店撤退）

コスタモール二色の浜（コスタモールにしきのはま、英文名称：COSTA MALL Nishiki no hama）は、かつて大阪府貝塚市に存在したショッピングセンターである。

## 概要
伊藤忠商事が紡績工場の跡地を利用して1999年7月3日開店。アウトレットモール、ミニテーマパーク、大型スーパー、ホームセンターなどのテナントを集めて、年間600万人の集客力を持つショッピングゾーンを目指した。敷地面積は43,645平方メートル、延床面積は32,443平方メートル。
オープン当初は相当な賑わいをみせたが、徐々に客足が減り店舗が相次いで撤退。
2004年4月に日本商業開発により改装オープンしたが、2009年5月25日をもって、天然温泉虹の湯を除き閉鎖となった。
その後、2013年4月5日にトライアルカンパニーほかの企業が、店舗名「コスタモール二色浜跡地計画」として、大規模小売店舗立地法に基づく新店舗計画を貝塚市に提出（開業予定日:2013年12月6日、店舗面積:7582平方メートル）。その後、スーパーセンタートライアル二色浜店が建設された。

## 施設の概要
アメリカ西海岸をイメージした、開放的なアウトレット・モールであり、スーパー・ホームセンター・家電量販店を核としてピーク時には約50店舗が入居した。
主に大型店舗がある北側、アウトレットショップがある西側、レストラン・アミューズメントゾーンがある南側に分かれていた。建物は『コ』の字型をしており、中央と北館屋上に1,080台駐車可能の駐車場があった。旧紡績工場の倉庫を利用した「レンガ館」もあった。

### 営業中のテナント
- 天然温泉　虹の湯
- スーパーセンタートライアル二色浜店
- ダイナム大阪貝塚店 ゆったり館

### 過去に存在していたテナント
- マックスバリュー
- ホームプラザ ナフコ
- 和光デンキ
- 円谷ジャングル
- 喜久屋書店
- 開放倉庫
- THE 3RD PLANET
- ちりめん亭
- ロゴスアウトレットショップ
- 北新地マグロ亭
- マクドナルド
- 淡路和牛 淡
- ポムの樹
- 杵屋
- 鶴橋風月
- かつ喜
- にこぱ
- スーパーセンター オークワ
- ペットパラダイス　ペットン

## 近隣施設
- 二色の浜公園

## 所在地・交通アクセス
- 〒597-0062　大阪府貝塚市澤890-1
  - 阪神高速4号湾岸線 貝塚出入口
  - 大阪府道29号大阪臨海線
  - 南海本線 二色浜駅下車 徒歩約15分